# Josef Janoušek
Josef Janoušek (10. prosince 1879 Březník – 15. března 1935 Brno) byl český právník a politik.

## Biografie
Josef Janoušek se narodil v roce 1879 v Březníku nedaleko Náměšti nad Oslavou, v roce 1899 maturoval na prvním českém gymnáziu v Brně a následně odešel do Prahy, kde nastoupil na Právnickou fakultu Univerzity Karlovy, kterou ukončil v roce 1907. Posléze začal působit v Třebíči jako okresní soudce na místním soudě, roce 1920 odešel na pozici soudce do Brna, tam pak pracoval jako vrchní soudní rada Nejvyššího soudu, mezi lety 1932 a 1933 pracoval jako první náměstek starosty města Brna. Byl pohřben na Ústředním hřbitově v Brně mezi čestnými hroby.
Po jeho smrti byla na jeho počest pojmenována ulice Dra Josefa Janouška (nynější Janouškova) v Černých Polích v Brně. Jeho hrob je součástí kulturní památky Ústřední hřbitov.